# Чан Ын Гён
Чан Ын Гён (кор. 장은경?, 張銀景?, 26 мая 1951 — 3 декабря 1979) — южнокорейский дзюдоист, призёр Олимпийских игр.

## Биография
Родился в 1951 году. В 1976 году завоевал серебряную медаль Олимпийских игр в Монреале.